# 2MASS J03552337+1133437
2MASS J03552337+1133437 ist ein Brauner Zwerg im Sternbild Stier. Er wurde 2008 von I. Neill Reid et al. entdeckt. Er gehört der Spektralklasse L6 an. Seine Position verschiebt sich aufgrund seiner Eigenbewegung jährlich um 0,7 Bogensekunden.